# British School of Lisbon

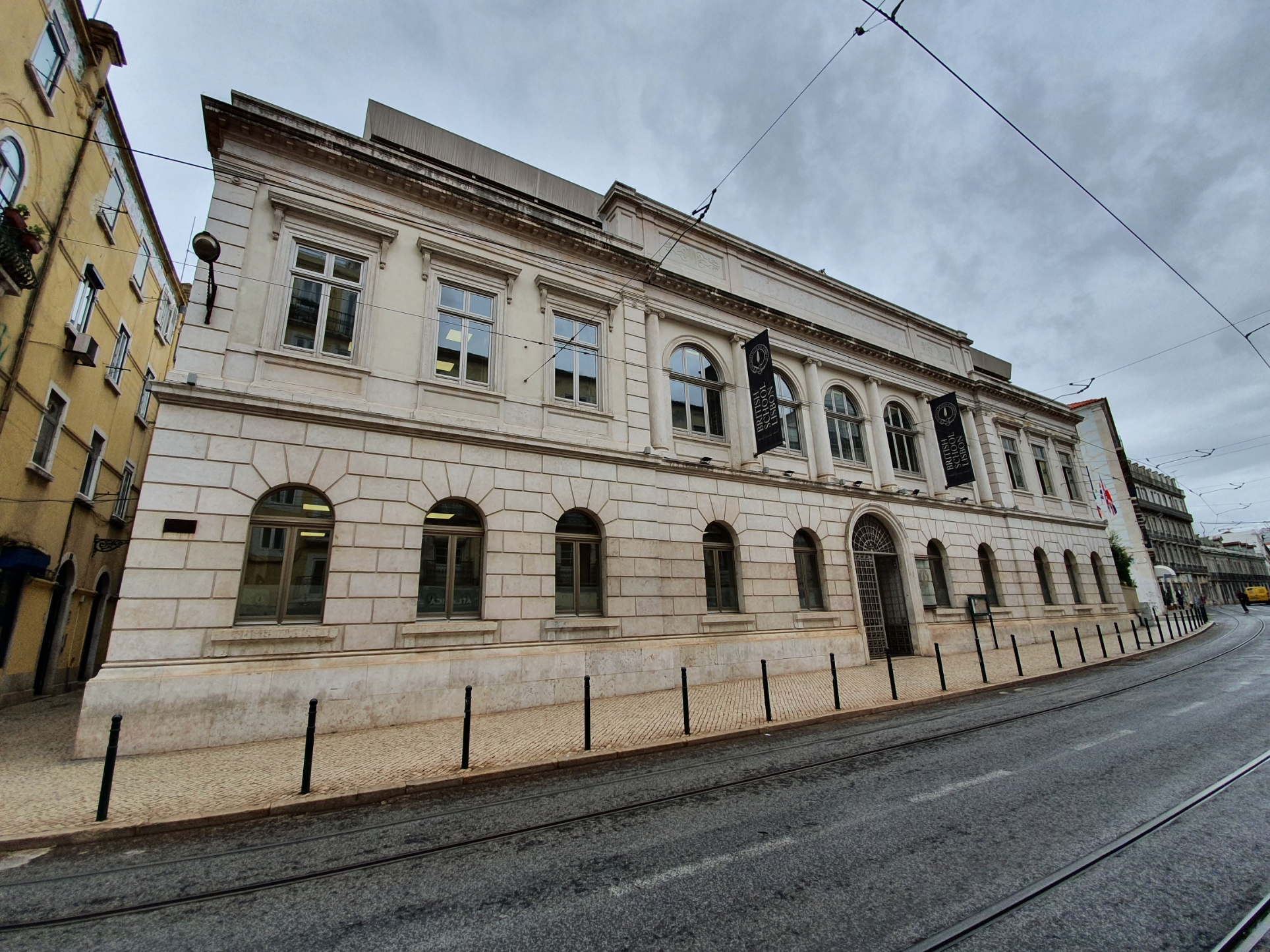
British School of Lisbon

A British School of Lisbon (também conhecida como BSL) é uma escola internacional britânica em Lisboa, Portugal. Fundada em 2019, está entre as mais novas na rede de escolas internacionais administrada desde 2005 pela The Schools Trust, uma organização britânica sem fins lucrativos.

## Alunos e administração
Os alunos da escola seguem o Currículo Nacional da Inglaterra, que é segmentado em fases de Primeiros Anos e Escola Primária. As aulas são ministradas em inglês. O programa de aprendizagem inclui Língua e Literatura Inglesa, Matemática, Ciências, Língua e cultura Portuguesa, Educação Física, Música, Ciências Humanas, entre outras disciplinas. Os alunos são obrigados a usar uniformes escolares. A directora da escola é Zoe Hubbard.

## Acreditação
A British School of Lisbon é certificada e validada pelo Instituto de Gestão e Educação Financeira (IGeFE) de Portugal.